# Ucrania en los Juegos Olímpicos de Pekín 2022
Ucrania estuvo representada en los Juegos Olímpicos de Pekín 2022 por un total de 45 deportistas que competirán en 12 deportes. Responsable del equipo olímpico es el Comité Olímpico Nacional de Ucrania, así como las federaciones deportivas nacionales de cada deporte con participación.
Los portadores de la bandera en la ceremonia de apertura fueron el esquiador acrobático Olexandr Abramenko y la patinadora artística Olexandra Nazarova.

## Medallistas
El equipo olímpico ucraniano obtuvo las siguientes medallas:
| Nombre             | Deporte          | Competición   |
| ------------------ | ---------------- | ------------- |
| Oro                |                  |               |
| —                  |                  |               |
| Plata              |                  |               |
| Olexandr Abramenko | Esquí acrobático | Salto aéreo M |
| Bronce             |                  |               |
| —                  |                  |               |